# Caazapá (Stadt)
Caazapá (Guaraní Ka'asapa) ist eine Distriktstadt sowie Hauptstadt des Departamentos Caazapá in Paraguay, 230 km von Asunción gelegen. Die Stadt hat etwa 7000 Einwohner, der gesamte Distrikt 26.500. Der Name kommt aus der Guarani Sprache und dem Ausdruck Ka'aguy jehasapa, was so viel heißt wie „hinterm Wald“.

## Geschichte
Caazapá wurde am 10. Januar 1607 mit der Entdeckung der heute im Stadtpark befindlichen Felsquelle „Ykua Bolaños“ durch den Franziskaner Luis de Bolaños gegründet. Der Ort hieß zunächst San José de Tebicuary. Die Ureinwohner in diesem Gebiet hatten sich seit 40 Jahren gegen die spanischen Kolonialherren und deren Encomienda-System gewehrt, als der Franziskaner Bolaños im Januar 1607 zu ihnen kam, um sie zu evangelisieren. In aggressiver Stimmung forderten sie von ihm einen Beleg für die Existenz „seines“ Gottes. Sie verlangten Wasser, da sie gerade unter einer längeren Dürreperiode litten. Daraufhin führte sie der Missionar zu einer Stelle rund einen Kilometer vom heutigen Ortskern und zeigte ihnen diese Felsquelle, die auch während aller folgenden Dürreperioden Wasser führte. Dieses Ereignis wird von der Bevölkerung bis heute als Wunder betrachtet. Die Stadt trägt daher den Beinamen „Zauberstadt“ (Ciudad del Hechizo).

## Klima
Die mittleren Temperaturen schwanken zwischen 25 und 26 °C von Dezember bis Januar und 16–17 °C von Juni bis August. Die mittlere Höchsttemperatur liegt bei 32 °C, die mittlere Tiefsttemperatur bei 11 °C. Der trockenste Monat ist Juli mit 64 mm Niederschlag, der meiste Niederschlag fällt im April mit 167 mm.

## Wirtschaft
Die Hauptwirtschaftszweige sind Landwirtschaft und Viehzucht. Angebaut wird Reis, Soja, Maniok, Mais, Zuckerrohr und Baumwolle, letztere jedoch in immer geringerem Ausmaß, sie wird allmählich durch Zitrusfrüchte ersetzt.
Südlich vom Ort liegt El Paraíso Verde.

## Söhne und Töchter
- Félix Paiva (1877–1965), Richter und Politiker, Präsident von Paraguay
- Roberto Carlos Zacarías López (* 1972), paraguayischer Geistlicher, Bischof von Canindeyú